# Morella
|  | Per a altres significats, vegeu «Morella (desambiguació)». |

Morella és un municipi del País Valencià que es troba a la comarca dels Ports, de la qual és la capital, i hi té altres poblacions dins el seu gran terme municipal.

## Geografia

Divisió hidrològica del terme municipal de Morella

La ciutat de Morella, situada estratègicament als límits d'Aragó, Catalunya i el País Valencià, es troba envoltada d'un territori eminentment muntanyós on sobresurt el turó (a 1.075 metres) presidit pel robust castell i el nucli als seus peus. Les muntanyes dels Ports, punt de contacte entre el sistema ibèric i sistema mediterrani català, prenen alineacions arquejades amb la part concavada mirant cap al nord. Açò és ben patent a les serres de Vallivana, del Turmell o de la Creu.
La peculiar disposició d'aquestes serres (solen depassar els 1.200 m) fa que Morella i quasi la totalitat de la seua comarca siga l'única porció de terra valenciana inclosa dins de la conca hidrogràfica de l'Ebre. Els ports de Querol (1.020 m) i de Torre Miró fan de línia divisòria, on les aigües del nord van a parar al riu Bergantes, que naix al terme de Morella. El riu de Calders també naix a Morella, però tributa al Bergantes, al terme de Forcall. A les serres de Morella també naixen rius que es dirigeixen cap a l'est per desembocar a la Mediterrània, a uns 50 quilòmetres en línia recta: són rius com el Cérvol, la rambla de Cervera, o la rambla de la Vídua (a l'extrem sud del terme municipal).
Les principals altures de l'orografia morellana són el Fusters (1.294 m) i el Muixacre (1.275 metres) al massís del Muixacre, el Regatxolet (1.259 m) a la serra de la Creu, el Tossal Gros (1.253 m) a la serra del Turmell, el Carrascar (1.252 m), també a la Creu, i la mola de la Garumba (1.114 m).

### Límits
| Sorita Palanques Villores | Torredarques Herbers | Castell de Cabres |
| Forcall Cinctorres        |                      | Vallibona Xert    |
| Castellfort               | Ares del Maestrat    | Catí              |

### Accés
La N-232 és l'eix de comunicació de Morella amb Saragossa i Logronyo. Així mateix, aquesta carretera connecta Morella amb els destins turístics valencians del litoral, amb l'autopista del Mediterrani (AP-7) i amb la carretera N-340. Des de Castelló, també es pot accedir a la ciutat per la CV-10, que enllaça posteriorment amb la N-232 en direcció a Morella.
També es pot accedir a peu pel GR 7.

### Denes i antics termes agregats

Denes de l'antic terme de Morella

El terme municipal de Morella està dividit en tretze denes i dos antics termes municipals agregats els anys 70 i són les següents:
Denes
- La Vespa
- Els Castellons
- Primera del riu
- Segona del riu
- La Font d'en Torres
- Herbeset
- Els Llivis
- Morella la Vella
- el Coll i el Moll
- La Pobla d'Alcolea
- La Roca
- Xiva

La pedania d'Ortells té un representant a l'ajuntament de Morella.

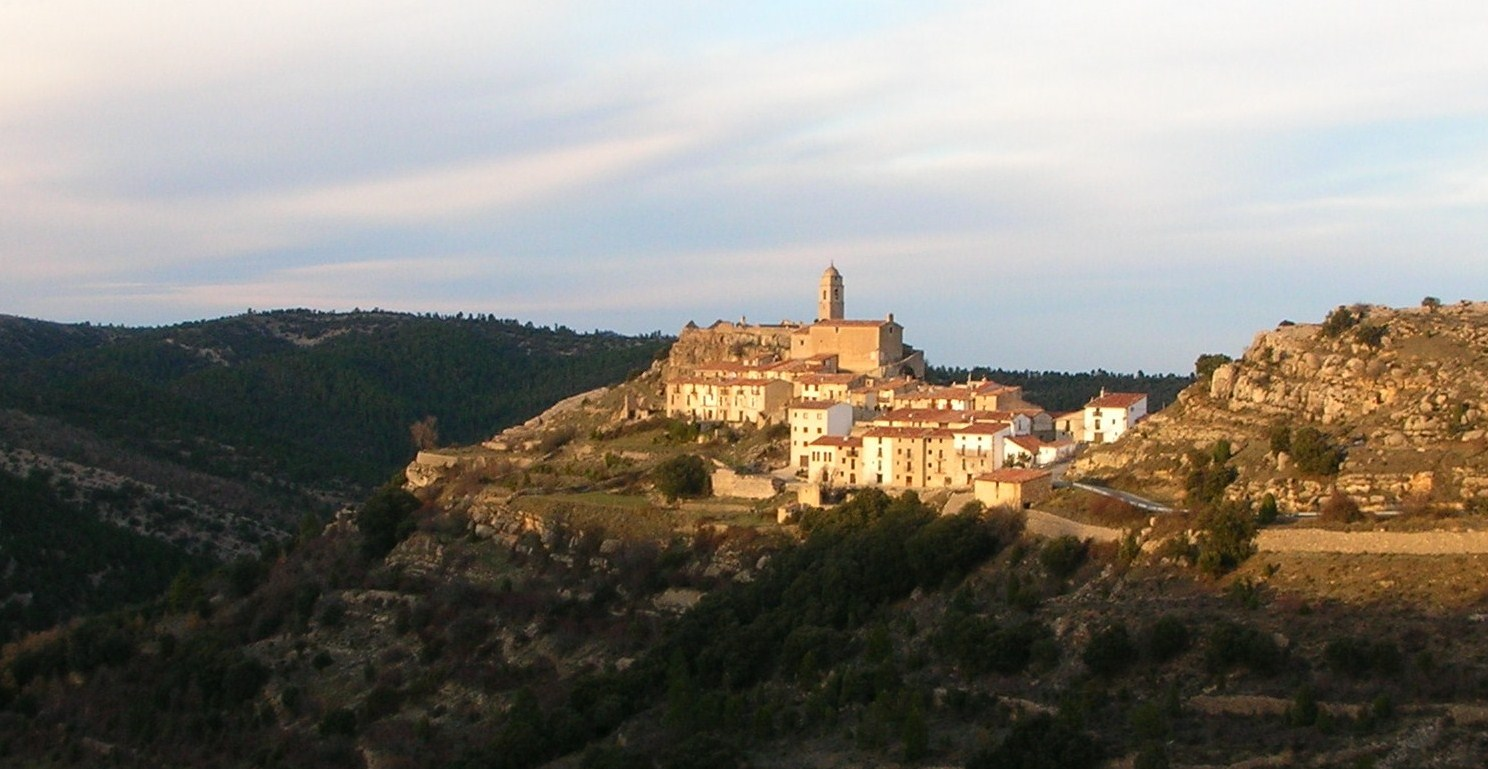
Herbeset, localitat situada dins el terme municipal de Morella

### Nuclis de població

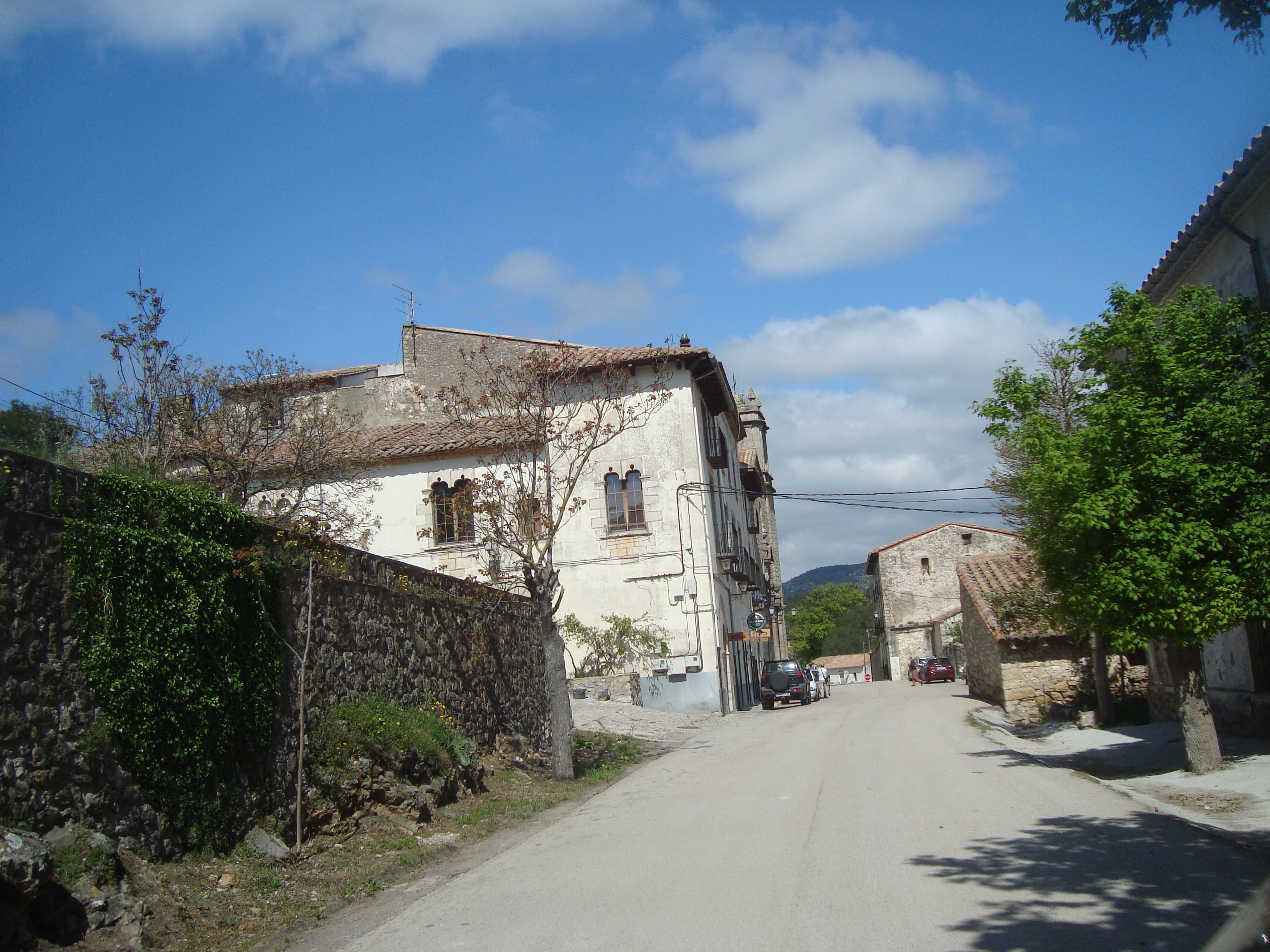
La Vallivana (Morella)

- Morella
- La Vespa
- Els Castellons
- Xiva de Morella
- Primera del riu
- Font d'En Torres
- Herbeset
- Segunda del riu
- Muixacre
- Els Llivis
- Coll i Moll
- La Llàcua
- Morella la Vella
- Ortells
- La Pobla d'Alcolea
- La Roca
- La Vallivana (Morella)Vallivana

## Història

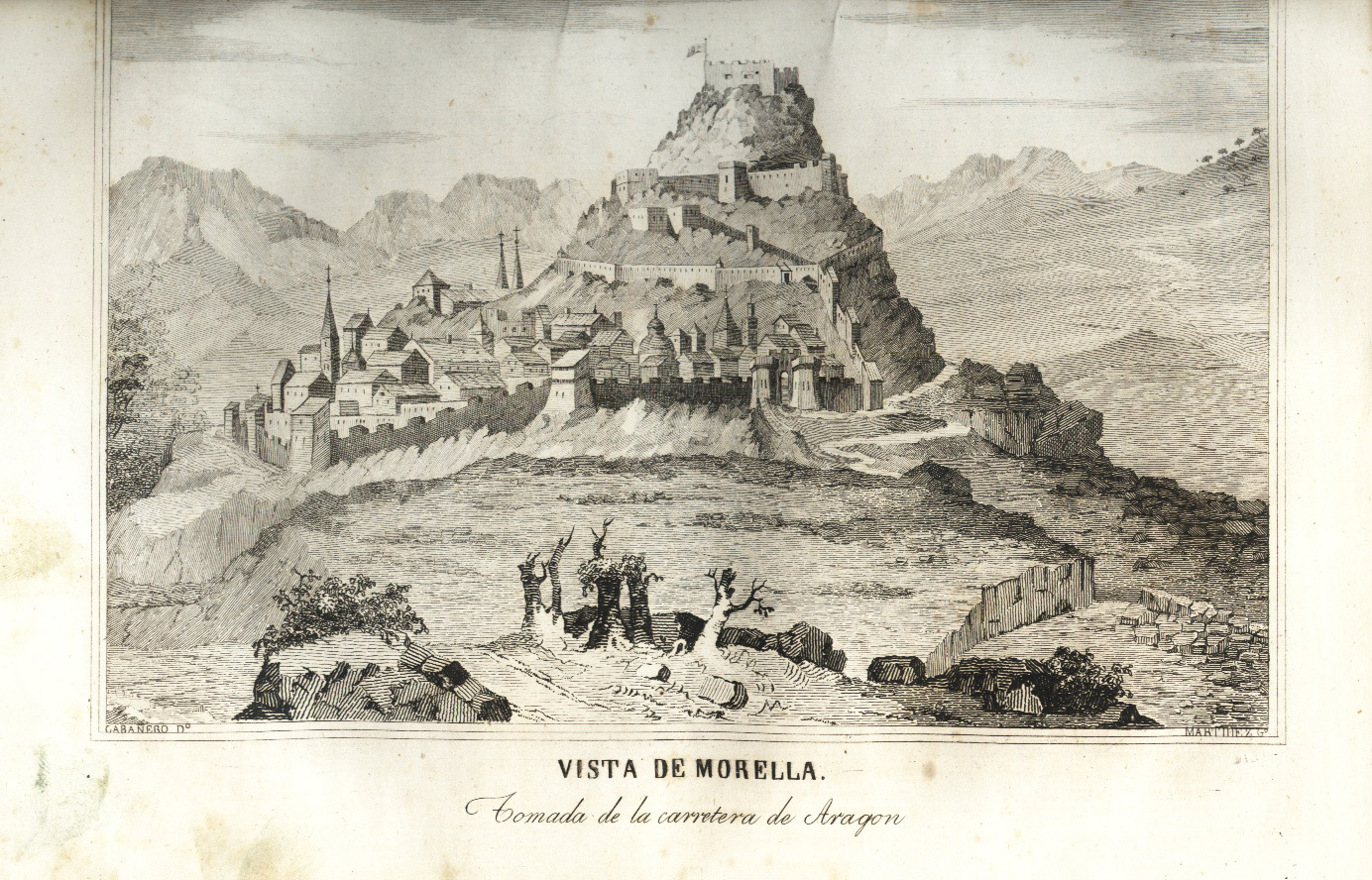
Morella. Dámaso Calbo i Rochina de Castro. Historia de Cabrera. Madrid 1845

Les restes més antigues de presència humana a Morella es remunten a fa entre 7200 i 7400 anys. En la comarca dels Ports s'han trobat nombroses i destacades restes arqueològiques. Al terme de Morella es conserven les pintures rupestres de la Cova del Roure a Morella la Vella, que testifiquen la presència de l'humà prehistòric per aquestes terres. En Els Solanes van ser trobades al voltant d'una vintena de sepultures de l'edat del bronze i hipogeus en Hostal Nou, relíquies prehistòriques que van ser lamentablement destruïdes. Morella va ser un dels primers pobles assentats en terres ibèriques, ja que es considera que la seua fundació data del període Eneolític, que se situa entre l'any 2500 aC i el 200 aC.
Amb l'arribada dels celtes es va establir en l'actual emplaçament de Morella la tribu dels beribraces o brigaces. De l'estada dels grecs per la comarca dona fe, com a inestimable testimoni, el denominat Tresor de Morella, les valuoses monedes del qual, entre les quals destacaven les procedents de Creta, Tares i la Magna Grècia, s'han perdut. Els cartaginesos no van aconseguir sotmetre els ilergàons, descendents dels beribraces. Hanníbal va pactar amb ells i els va convertir en aliats seus. Mandoni, règul de Mandonia (Morella), va participar en les guerres púniques i els ilercavons van lluitar unes vegades al costat dels cartaginesos i d'altres a favor dels romans, sempre en defensa de l'ideal d'independència.
Després de la mort del general Quint Sertori, que s'havia rebel·lat contra el poder de Roma, tota la comarca va passar a dependre dels romans. Morella va ser profundament romanitzada i els seus habitants van seguir els costums i van acceptar les lleis romanes. La ciutat va adquirir el títol de municipi romà i es va integrar en la província Tarraconense.
El pas dels visigots per Morella va deixar empremtes històriques. En La Pedrera de la Parreta de Morella s'ha descobert el jaciment visigot del Mas Sabater. En aquest jaciment hi destaca un edifici que segons els estudis dels arqueòlegs podria haver tingut dotze metres d'altura i dataria del segle VII. D'acord amb els directors de l'excavació, es tractaria d'un dels jaciments més importants de l'època en l'àrea mediterrània. D'altra banda, es considera que l'església de Sant Nicolau de Morella i l'ermita de Sant Pere de Castellfort són d'origen visigòtic pel que fa a la seua fundació. Els vàndals van prendre Morella a sang i foc i la van ocupar durant uns tres anys, per a posteriorment abandonar-la l'any 411. Els visigots encapçalats per Ataülf van conquistar la Tarraconense l'any 414, però Morella, mitjançant un pacte, va quedar depenent de Roma fins que el rei visigot Euric es va apoderar totalment de la província l'any 476.
Va ser ocupada pels amazics l'any 714. Posteriorment, la ciutat passaria a dependre del rei àrab de Tortosa. Per aquesta època apareix vinculat a Morella el nom de Rodrigo Díaz de Vivar que, pareix, va ser qui precisament va reconstruir el seu castell. Als voltants de Morella es va desenvolupar una famosa batalla durant la dominació musulmana, de la qual va ser principal protagonista Rodrigo Díaz de Vivar, contra qui van unir les seues forces Yússuf ibn Sulayman al-Mudhàffar i el rei cristià Sanç I d'Aragó i Pamplona. El Cid els va presentar batalla al peu de Morella el 14 d'agost de 1084, en l'anomenat Pla del Rei, derrotà els seus oponents, feu presoners 2.000 mainaders i nombrosos nobles cristians i xeics àrabs.

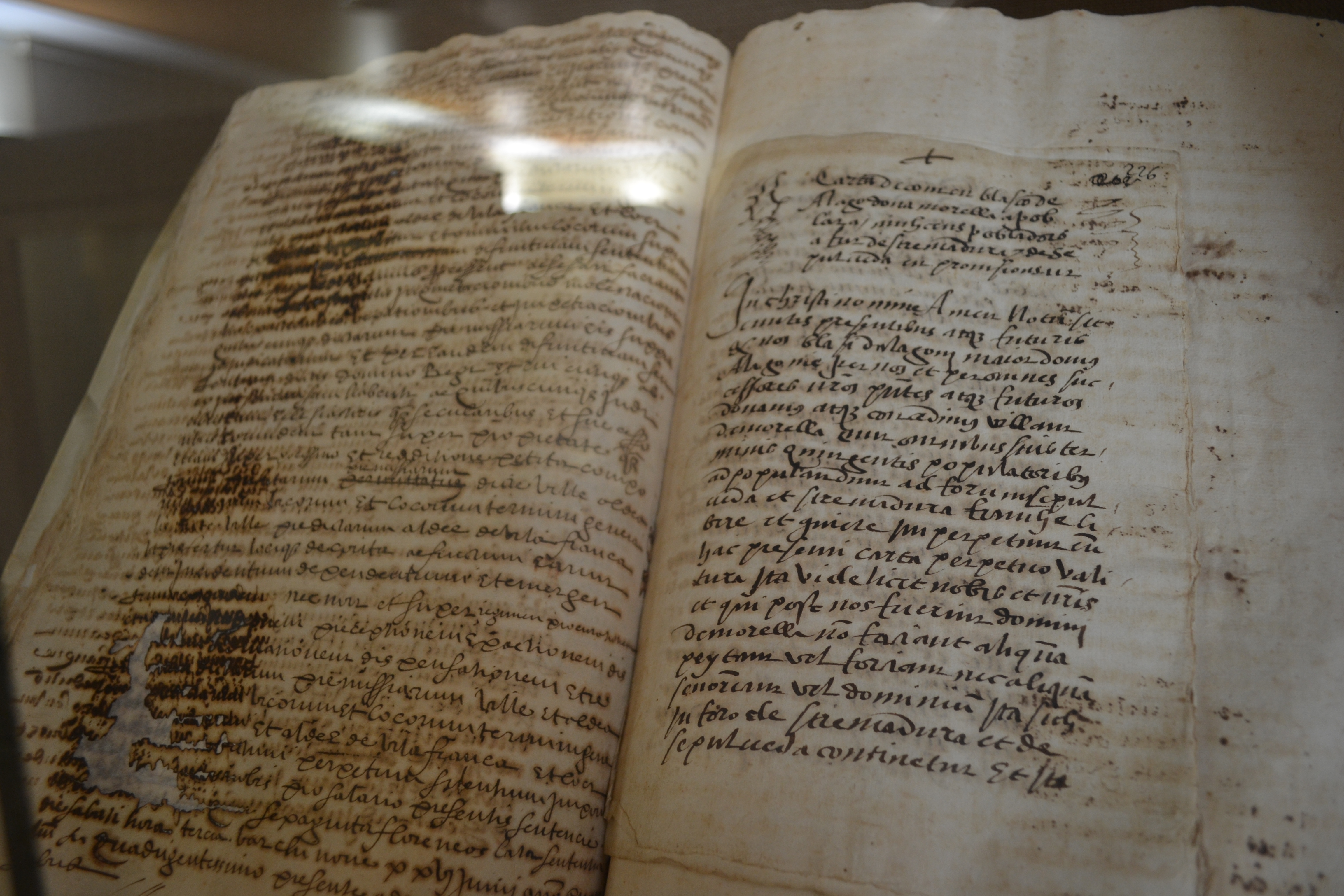
Carta pobla de Morella (1233)

L'any 1117 el rei Alfons I d'Aragó va conquistar Morella per primera vegada per als cristians. Tornada la ciutat a poder dels musulmans, el comte Ramon Berenguer IV va intentar apoderar-se'n l'any 1157, després de la conquesta d'Alcanyís, però no ho va aconseguir. Havia de ser Jaume el Conqueridor qui, l'any 1232, n'expulsara definitivament els musulmans. Les forces cristianes que van conquistar Morella van estar dirigides pel senyor Blasco I d'Alagón -conegut pel sobrenom d'El Major o El Gran-, que va ser senyor feudal de la ciutat, la qual, a la seua mort, va passar a dependre directament del poder reial. El senyor Blasco va publicar el 16 d'abril de 1233 la primera Carta de poblament de Morella, que concedia als seus habitants els furs de Terol i l'Extremadura Aragonesa, coneguts també com a Furs de Sepúlveda. Posteriorment, el rei Jaume va suprimir el feu i va anul·lar la carta pobla; en dictà una altra el 16 de febrer de 1249. Jaume I es va comportar generosament amb els morellans i els va atorgar l'honrós privilegi de la fidelitat.
L'any 1672 va patir els estralls d'una epidèmia que els documents de l'època denominen febres malignes. Des de llavors se celebren a Morella les Festes Sexennals, en commemoració de la decisió presa el 14 de febrer de 1673 de celebrar una novena cada sis anys en acció de gràcies per la salvadora intercessió de la marededeu de Vallivana quan Morella va patir aquesta epidèmia de pesta.
Durant la Guerra de Successió Espanyola, Morella va prendre partit per Felipe V. Els partidaris de l'Arxiduc Carles, al comandament de Mut de Valljunquera, van intentar entrar a Morella, però van ser derrotats a la serra de Sant Marcos. Morella va haver de rendir-se, a la fi, el 3 de febrer a les forces de Felipe V que l'assetjaven. Davall el regnat d'aquest monarca, Morella es va convertir en capital de Governació Militar i Política.

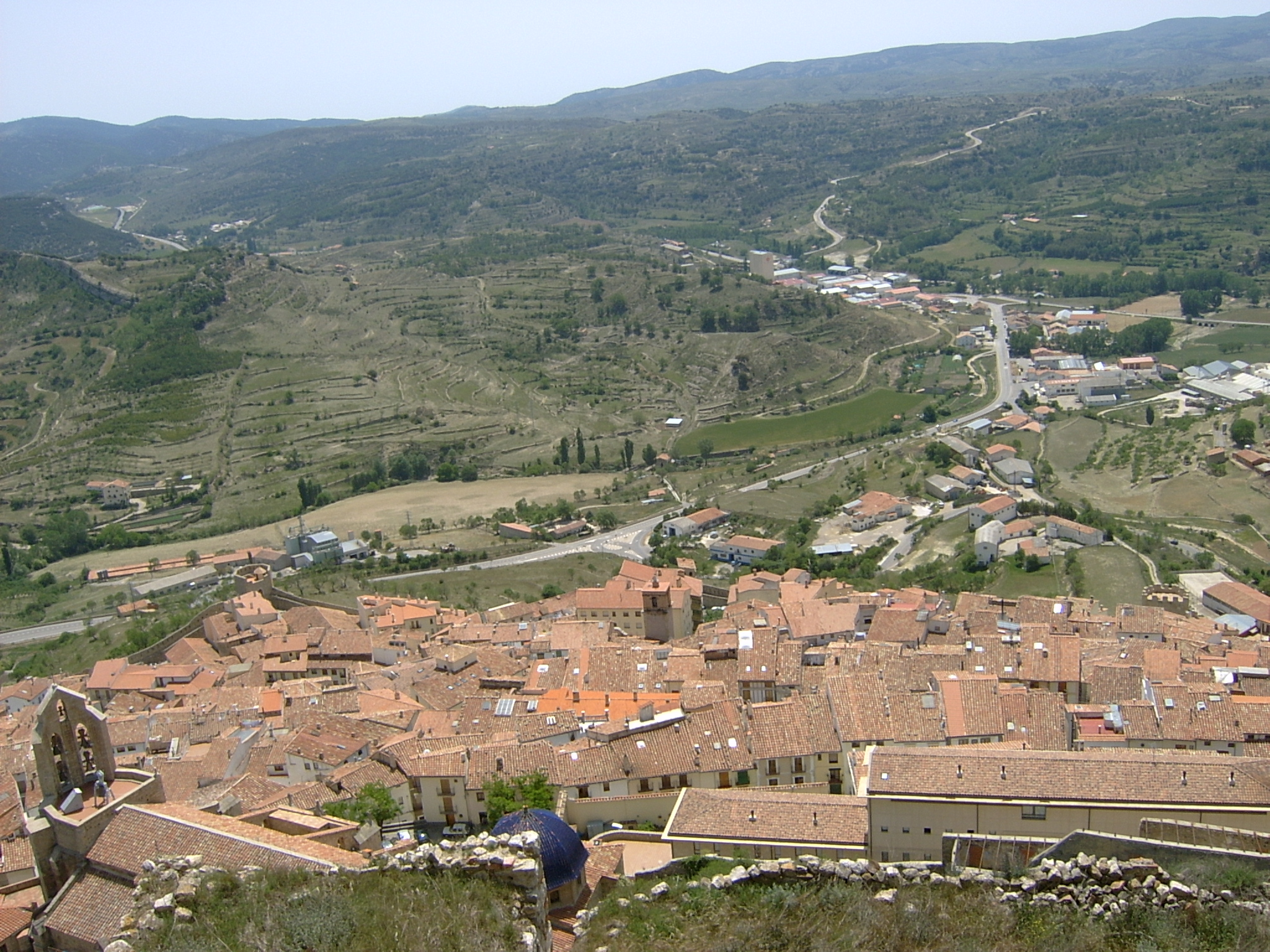
Vista general des del castell

El 1808 es va sumar al patriòtic alçament contra Napoleó; però van ser les classes populars les que es van enfrontar amb les tropes invasores. Per fi, a l'octubre de 1813 les forces espanyoles, manades pel general Elío, van aconseguir conquistar-la.
En els anys del regnat de Ferran VII, Morella es va veure embolicada en constants convulsions polítiques, enfrontant-se obertament i enverinada els partidaris de la Constitució de 1812 i els partidaris de l'absolutisme, denominats realistes.
Els enfrontaments van culminar el 5 de juny de 1822, quan un grup d'absolutistes van fer que la guarnició de Morella es rendira, fent-los creure que comptaven amb forces molt nombroses. Dotze dies més tard les tropes governamentals van recuperar la ciutat. No obstant això, un any després els absolutistes van tornar a ocupar la població.

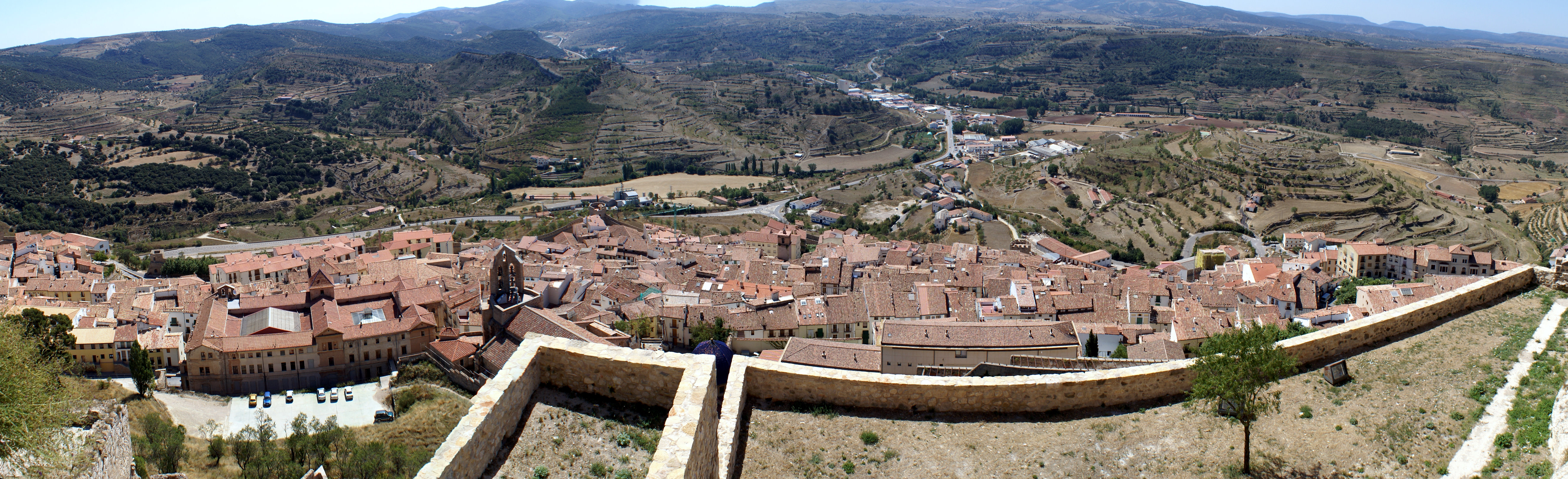
Vista panoràmica de Morella des del Castell

En morir Ferran VII el 1833 i encendre's la cruel primera guerra carlina entre els partidaris del germà del rei mort, Carles Maria Isidre de Borbó, Don Carles, i els de la reina mare Maria Cristina, de nou va tornar a ser escenari de cruentes lluites i avatars sense compte. Va ser conquerida pels carlins el 26 de gener de 1838. El general Cabrera la defensà dels atacs dels tres batallons del general Oráa l'estiu del mateix any i fou conquerida finalment per Espartero el 1840. Quan la tercera guerra carlina va acabar, Morella es va dedicar durant anys a reparar els danys experimentats en la contesa. Fou conquerida pels feixistes el 4 d'abril de 1938.
Com a conseqüència de tot el seu passat històric s'ha convertit en una població de gran atractiu turístic i monumental. L'any 1965 fou declarada Conjunt Historicoartístic (BOE núm. 274 de 16/11/1965).

## Demografia
La següent gràfica de barres arreplega l'evolució poblacional de Morella durant la major part de l'època estadística: 
| Evolució demogràfica (des de 1877) Censos de població | Evolució demogràfica (des de 1877) Censos de població | Evolució demogràfica (des de 1877) Censos de població |
| ----------------------------------------------------- | ----------------------------------------------------- | ----------------------------------------------------- |
|                                                       |                                                       |                                                       |
|                                                       |                                                       |                                                       |
|                                                       | Font: Institut Nacional d'Estadística                 |                                                       |

| Població | 2.711 | 2.718 | 2.752 | 2.766 | 2.782 | 2.815 | 2.802 | 2.863 | 2.854 | 2.822 | 2.834 | 2.794 | 2.739 | 2.724 |

Distribució de la població entre els nuclis de població:
| Entitat de població | Habitants (2012) |
| ------------------- | ---------------- |
| Morella             | 2.198            |
| La Vespa            | 31               |
| Els Castellons      | 10               |
| Primera del Riu     | 154              |
| Segona del Riu      | 102              |
| La Font d'en Torres | 13               |
| Herbeset            | 6                |
| Els Llivis          | 14               |
| Morella la Vella    | 14               |
| El Coll i el Moll   | 61               |
| La Pobla d'Alcolea  | 12               |
| La Roca             | 22               |
| Xiva de Morella     | 38               |
| Muixacre            | 26               |
| Ortells             | 35               |
| Vallivana           | 3                |

## Economia
Morella ha estat i és centre comercial de la comarca dels Ports. En l'economia local hi predomina actualment el sector serveis, impulsat pel turisme, tant interior com exterior. El sector primari, especialment l'agricultura i la ramaderia (porcina i avícola), complementen l'activitat econòmica.

## Política i govern

### Composició de la Corporació Municipal
El Ple de l'Ajuntament està format per 11 regidors. En les eleccions municipals de 28 de maig de 2023 foren elegits 5 regidors del Partit Socialista del País Valencià (PSPV-PSOE), 4 dels Independents per Morella i 2 del Partit Popular (PP).
| Eleccions municipals de 28 de maig de 2023 - Morella                                     |                                           |                                     |                                     |        |          |          |
| Candidatura                                                                              | Candidatura                               | Candidatura                         | Cap de llista                       | Vots   | Vots     | Regidors |
|                                                                                          | Partit Socialista del País Valencià-PSOE  |                                     | Rhamsés Ripollés Puig               | 695    | 44,80%   | 5 (- 4)  |
|                                                                                          | Independents per Morella                  |                                     | Bernabé Sangüesa                    | 505    | 32,55%   | 4 (+ 4)  |
|                                                                                          | Partit Popular de la Comunitat Valenciana |                                     | Jesús Ortí                          | 335    | 21,59%   | 2 ()     |
|                                                                                          | Vots en blanc                             |                                     |                                     | 16     | 1.03%    |          |
| Total vots vàlids i regidors                                                             | Total vots vàlids i regidors              | Total vots vàlids i regidors        | Total vots vàlids i regidors        | 1.551  | 100 %    | 11       |
|                                                                                          | Vots nuls                                 | Vots nuls                           | Vots nuls                           | 35     | 2,20%    |          |
| Participació (vots vàlids més nuls)                                                      | Participació (vots vàlids més nuls)       | Participació (vots vàlids més nuls) | Participació (vots vàlids més nuls) | 1.586  | 84,31%** |          |
| Abstenció                                                                                | Abstenció                                 | Abstenció                           | Abstenció                           | 295*   | 15,68%** |          |
| Total cens electoral                                                                     | Total cens electoral                      | Total cens electoral                | Total cens electoral                | 1.881* | 100 %**  |          |
| Alcalde: Bernabé Sangüesa (Independents per Morella)                                     |                                           |                                     |                                     |        |          |          |
| Fonts: nació, (* No són vots sinó electors. ** Percentatge respecte del cens electoral.) |                                           |                                     |                                     |        |          |          |

### Alcaldes
Des de 2023 l'alcalde de Morella és Bernabé Sangüesa dels Independents per Morella. Entre 2012 i 2023 va ser alcalde Rhamsés Ripollés Puig del Partit Socialista del País Valencià (PSPV-PSOE).
| Període                       | Alcalde o alcaldessa                        | Partit polític           | Data de possessió     | Observacions         |
| ----------------------------- | ------------------------------------------- | ------------------------ | --------------------- | -------------------- |
| 1979–1983                     | Rafael Sabater Querol Francisco Blasco Ortí | UCD                      | 19/04/1979 1981       | s/d --               |
| 1983–1987                     | Francisco Blasco Ortí Ramón Tena Mestre     | PDL                      | 28/05/1983 11/01/1987 | s/d --               |
| 1987–1991                     | José Vives Borrás                           | AP                       | 30/06/1987            | --                   |
| 1991–1995                     | Javier Fabregat Antolí                      | PSPV-PSOE                | 15/06/1991            | --                   |
| 1995–1999                     | Ximo Puig i Ferrer                          | PSPV-PSOE                | 17/06/1995            | --                   |
| 1999–2003                     | Ximo Puig i Ferrer                          | PSPV-PSOE                | 03/07/1999            | --                   |
| 2003–2007                     | Ximo Puig i Ferrer                          | PSPV-PSOE                | 14/06/2003            | --                   |
| 2007–2011                     | Ximo Puig i Ferrer                          | PSPV-PSOE                | 16/06/2007            | --                   |
| 2011–2015                     | Ximo Puig i Ferrer Rhamsés Ripollés Puig    | PSPV-PSOE                | 11/06/2011 30/06/2012 | Dimissió/renúncia -- |
| 2015–2019                     | Rhamsés Ripollés Puig                       | PSPV-PSOE                | 13/06/2015            | --                   |
| 2019-2023                     | Rhamsés Ripollés Puig                       | PSPV-PSOE                | 15/06/2019            | --                   |
| Des de 2023                   | Bernabé Sangüesa                            | Independents per Morella | 17/06/2023            | --                   |
| Fonts: Generalitat Valenciana |                                             |                          |                       |                      |

## Monuments
Morella per si sola, amb els seus carrers i muralles medievals, ja constitueix un significatiu element d'interès. Tanmateix, cal destacar-ne el castell, l'església arxiprestal de Santa Maria (art gòtic), el convent de Sant Francesc, les muralles amb les seues torres i portes, i l'ermita de Vallivana, seu de la Verge del mateix nom i patrona de Morella.
Des del punt de vista de l'arquitectura contemporània, Morella té un edifici projectat per Enric Miralles i Carme Pinós. Es tracta de la Residència Escola Llar de Morella (1986-1994, edifici que, apostat contra la falda del castell de la localitat, davalla amb aquesta en repetides plataformes. Correspon encara a la fase més primerenca dels seus arquitectes i, tot i mostrar la característica empremta formal-espacial de Miralles-Pinòs, es caracteritza més aviat per una contenció que temps després serà desenvolupada sota una major fecunditat formal. L'edifici fou guardonat amb el II Premi d'Arquitectura Espanyola.

### Monuments religiosos
- Església Arxiprestal de Santa Maria la Major. Del segle xiii, declarada Monument històric d'interès nacional l'any 1931 (Gazeta de Madrid núm. 155 de 04/06/1931)

És una fita obligada per als amants de l'art. Aquesta construcció gòtica reuneix en una mateixa façana la porta dels Apòstols i la de les Verges. Ja dintre, en la part posterior del cor, es pot veure esculpit en forma de fris el pòrtic de la Glòria. La singular escala de caragol per la qual es puja al cor, l'altar major, les seves tres rosasses amb vidreres originals de l'escola valenciana del segle xiv i l'orgue de Torull són algunes de les seues joies.
- Convent de Sant Francesc. Dels segles xiii i xiv.

El més significatiu del conjunt és la sala Capitular on hi ha una pintura al fresc, en la qual es representa la dansa de la Mort del segle xv. L'església del convent data del segle xiv, i va ser recoberta d'estil neoclàssic en el 1800. Avui s'hi pot apreciar l'estil gòtic original.
- Església de Sant Nicolau. D'estil romànic tardà, és ara sala d'exposicions.

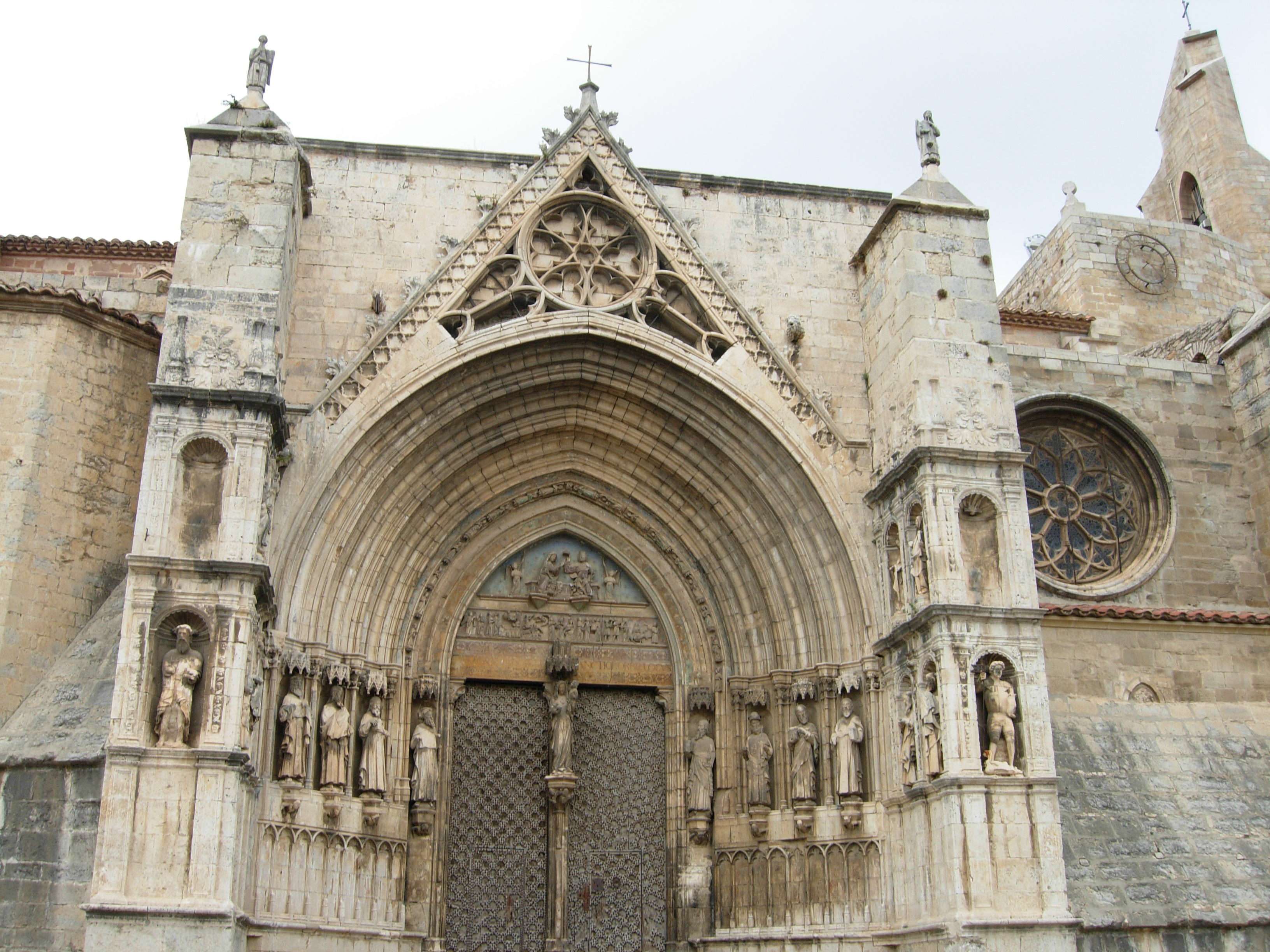
Església Arxiprestal de Santa Maria la Major
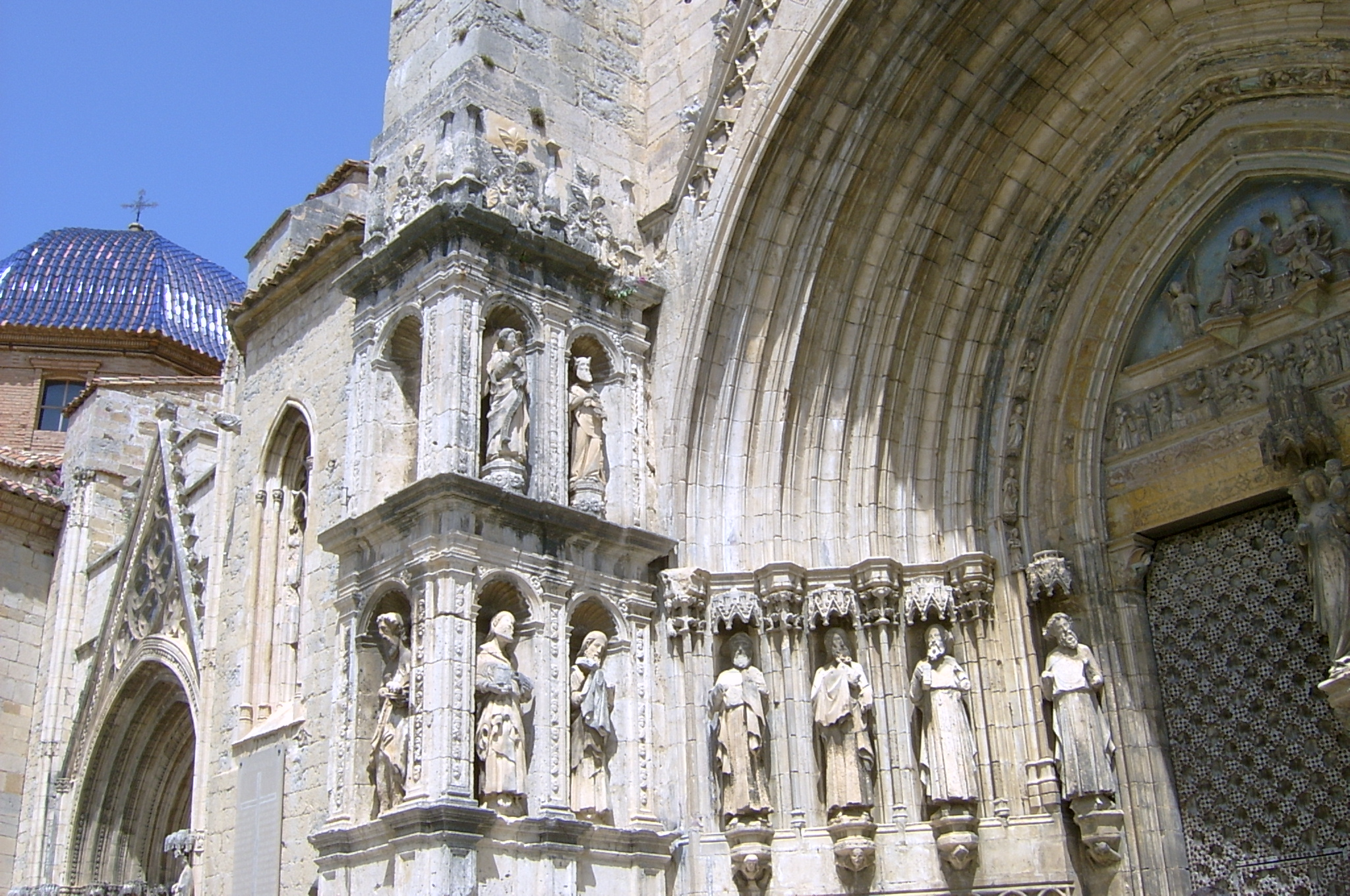
Església Arxiprestal de Santa Maria la Major
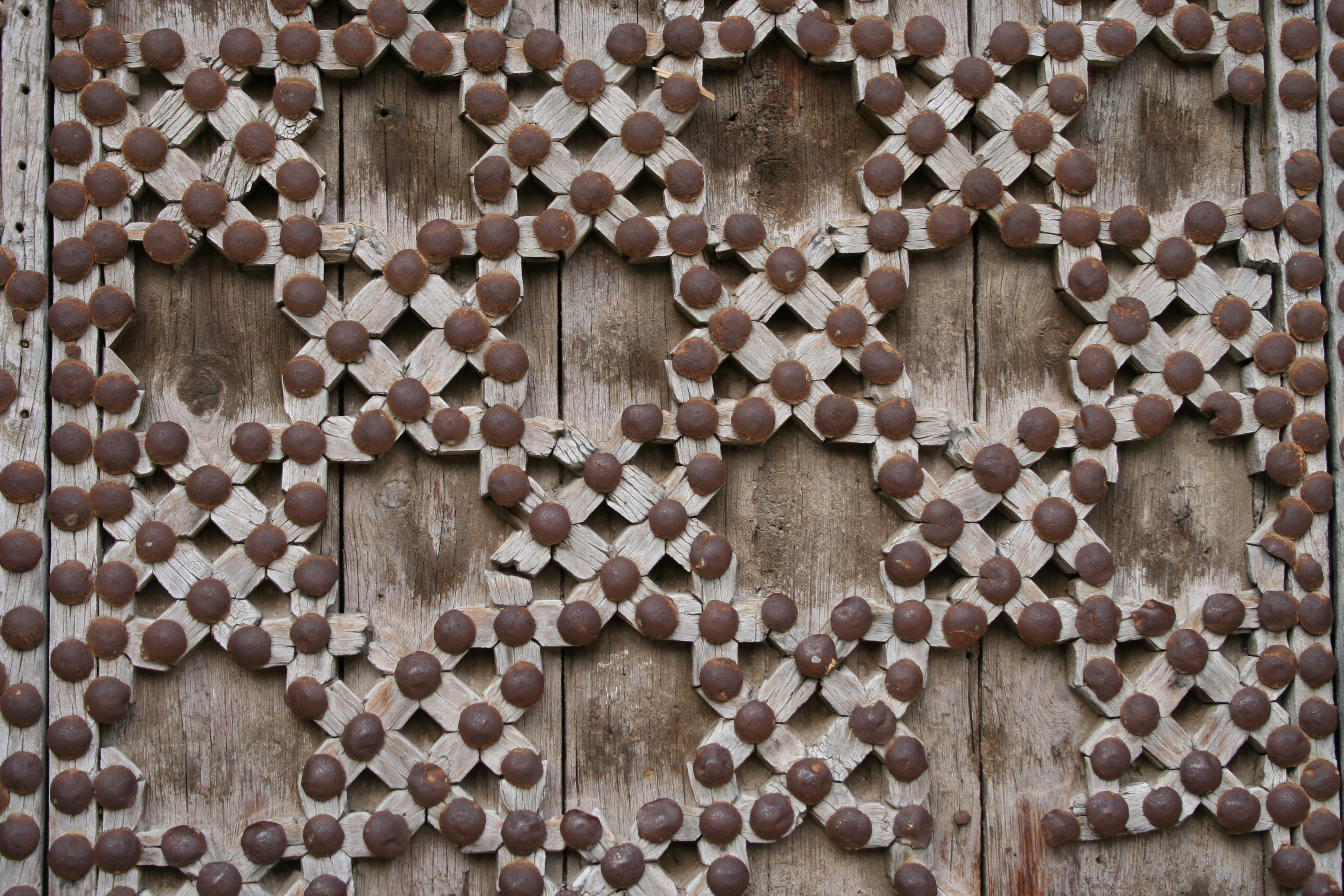
Detall de la porta de l'església Arxiprestal

### Monuments civils
- Castell de Morella. Dels segles XIII al XIX. Construït aprofitant la roca. Consta de la plaça d'armes (1.070 m), el palau del governador, l'aljub, la torre de la Pardala, retretes al vol per on van entrar el 1838 els carlistes, presó de Cacho, restes de palaus reials, torres d'homenatge i pavellons oficials, per on han passat diferents formes de civilització i cultures.
- Muralles medievals. Dels segles xiv i xv. Hi ha 6 portes i 14 torres. La muralla envolta tota la ciutat. Cal destacar les portes de la Nevera, Sant Miquel, Morella, Sant Mateu, Forcall, del Rei i dels Estudis, i les torres del Péblic, la Nevera, el Trinquet, Sant Miquel, la Rodona, de la Font, Alós, de l'Asperó, Beneyto, de Fredes, Sant Mateu, del Forcall, del Carraixent, del Rei, dels Estudis i Sant Francesc. Les muralles foren declarades Monument històric l'any 1931, juntament amb l'església arxiprestal.
- Aqüeducte de Santa Llúcia. Del segle xiv. Es tracta d'una obra considerable de l'enginyeria civil gòtica, pel qual arribaven les aigües de les fonts de Vinatxos i de l'Aljub cap a la Font Vella de Morella.
- Ajuntament. És un edifici gòtic dels segles xiv i xv.
- Cases i palaus. Són moltes les cases pairals que es conserven a Morella. La del cardenal Ram (al final del carrer Blasc d'Alagón), del segle xvi, és actualment un hotel. La casa de la Confraria de Pagesos (al carrer de la Confraria). La casa dels Estudis i del Consell (al costat de la plaça dels Estudis), la casa de Ciurana de Quadres (en la costera de Sant Joan), la casa de Rovira (al carrer de la Verge) i la casa del Marquès de Cruïlles en són només uns exemples més.
- Poblat visigot del segle VII a la Pedrera de la Parreta de Morella, al jaciment del Mas de Sabater.

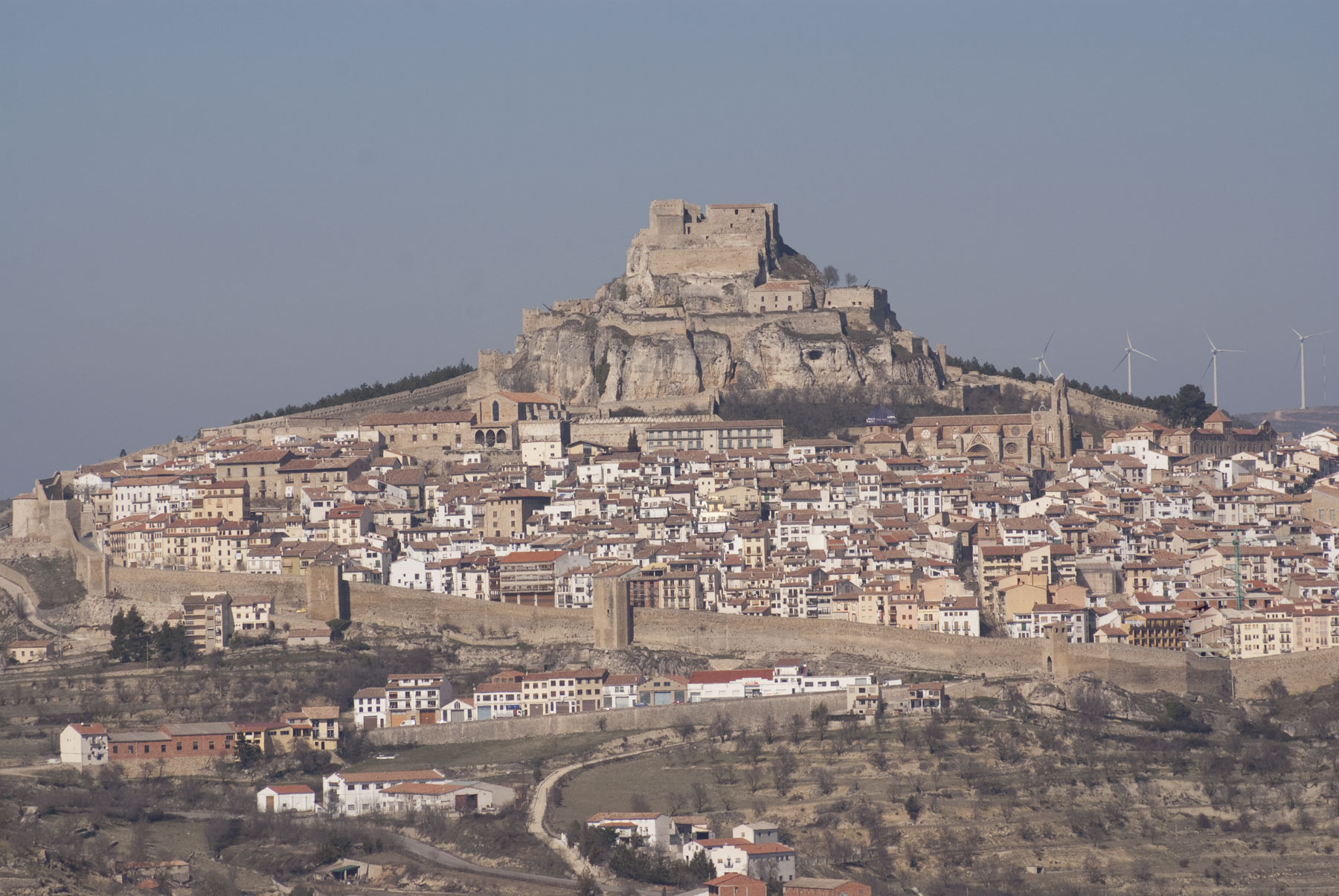
Castell de Morella
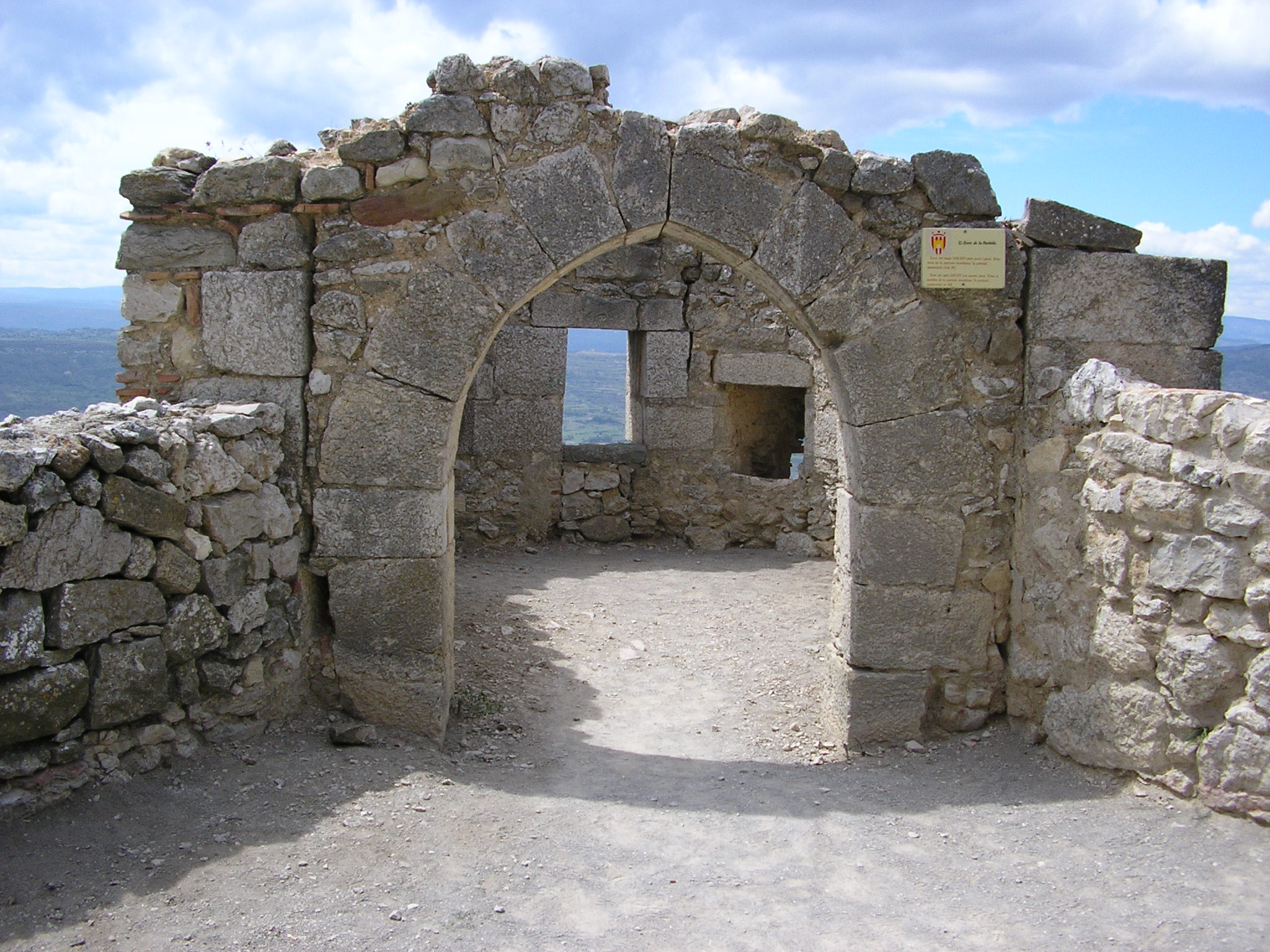
Torre de la Pardala al castell
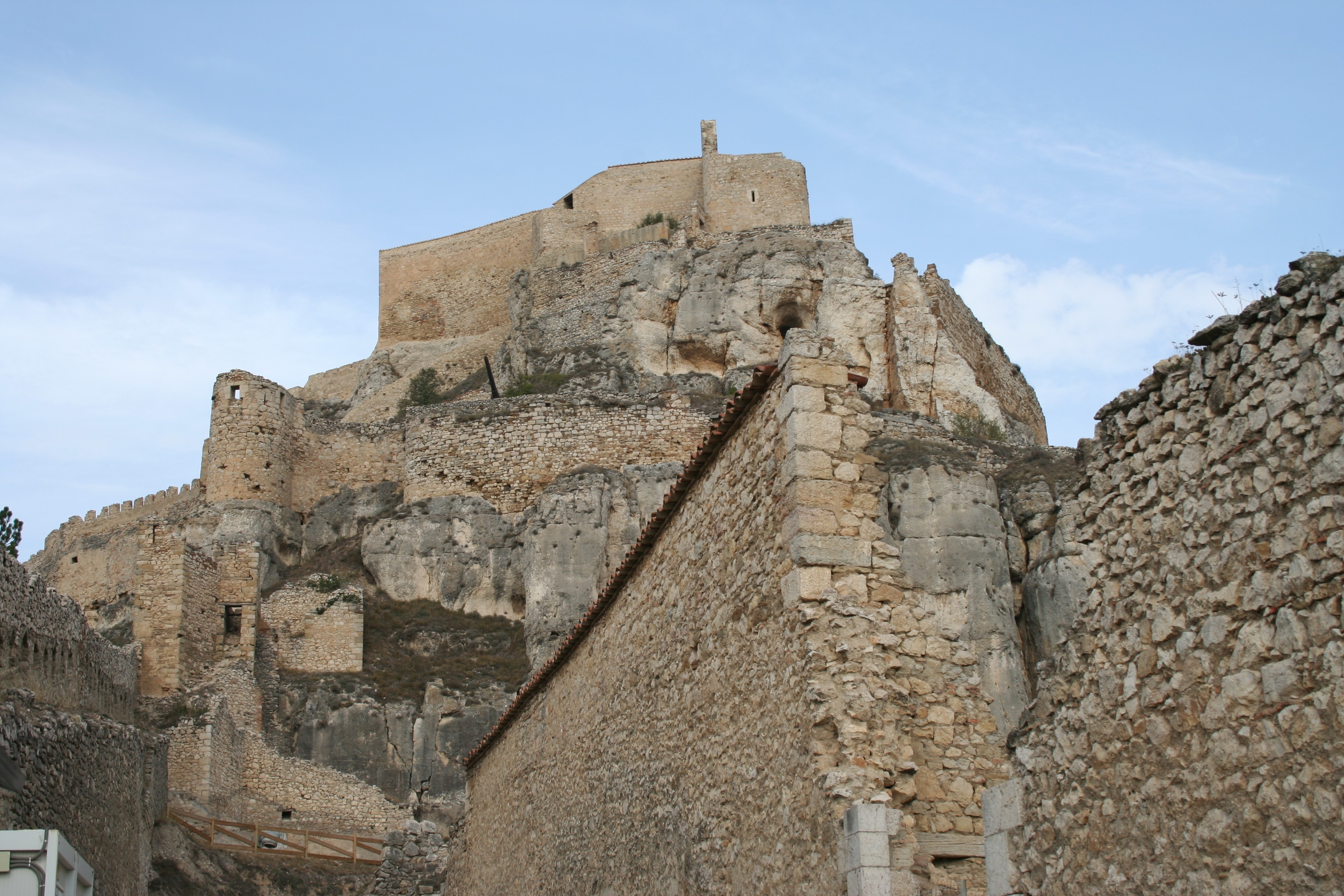
Castell de Morella
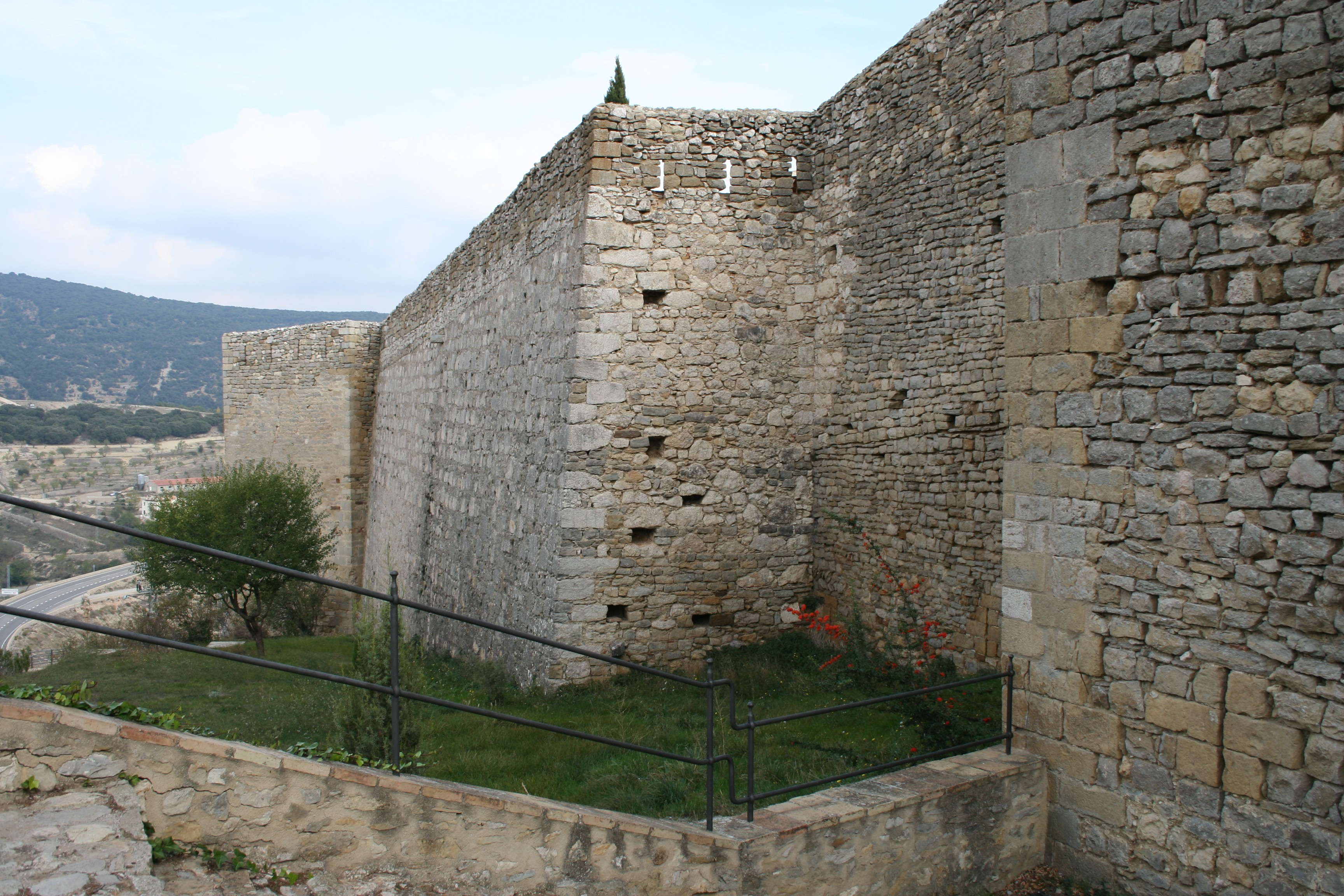
Vista exterior de les muralles
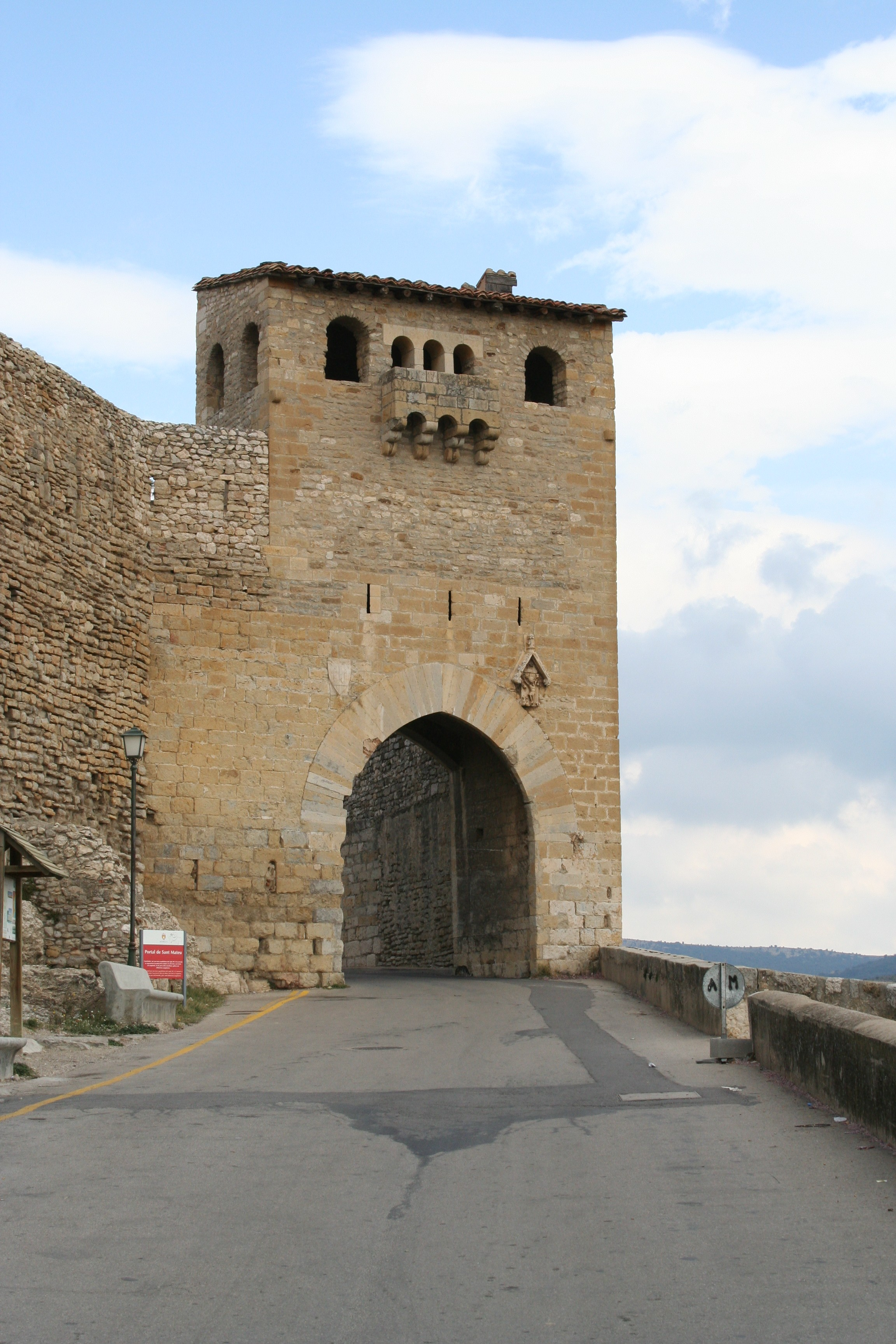
Portal de Sant Mateu
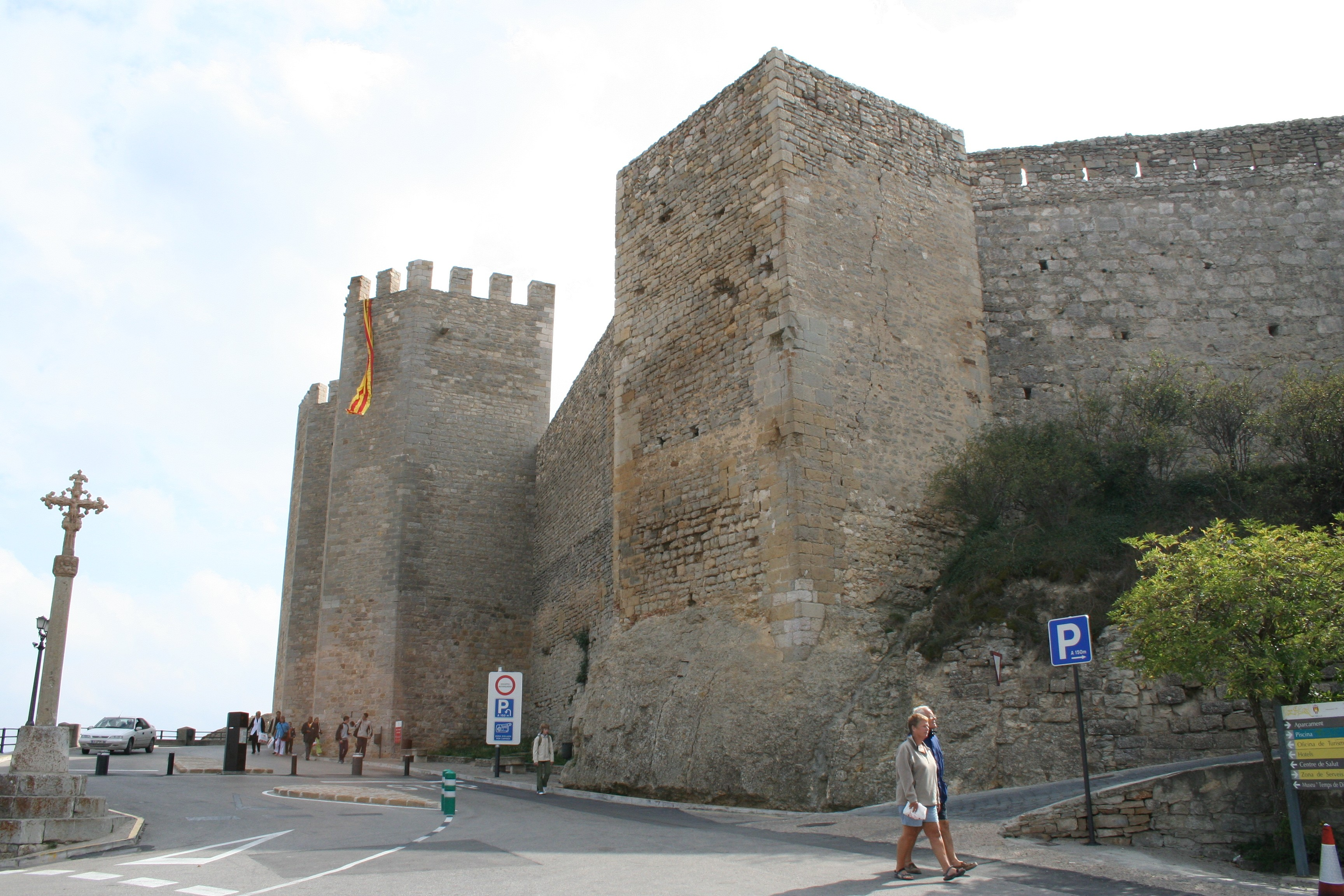
Torre i portal de Sant Miquel
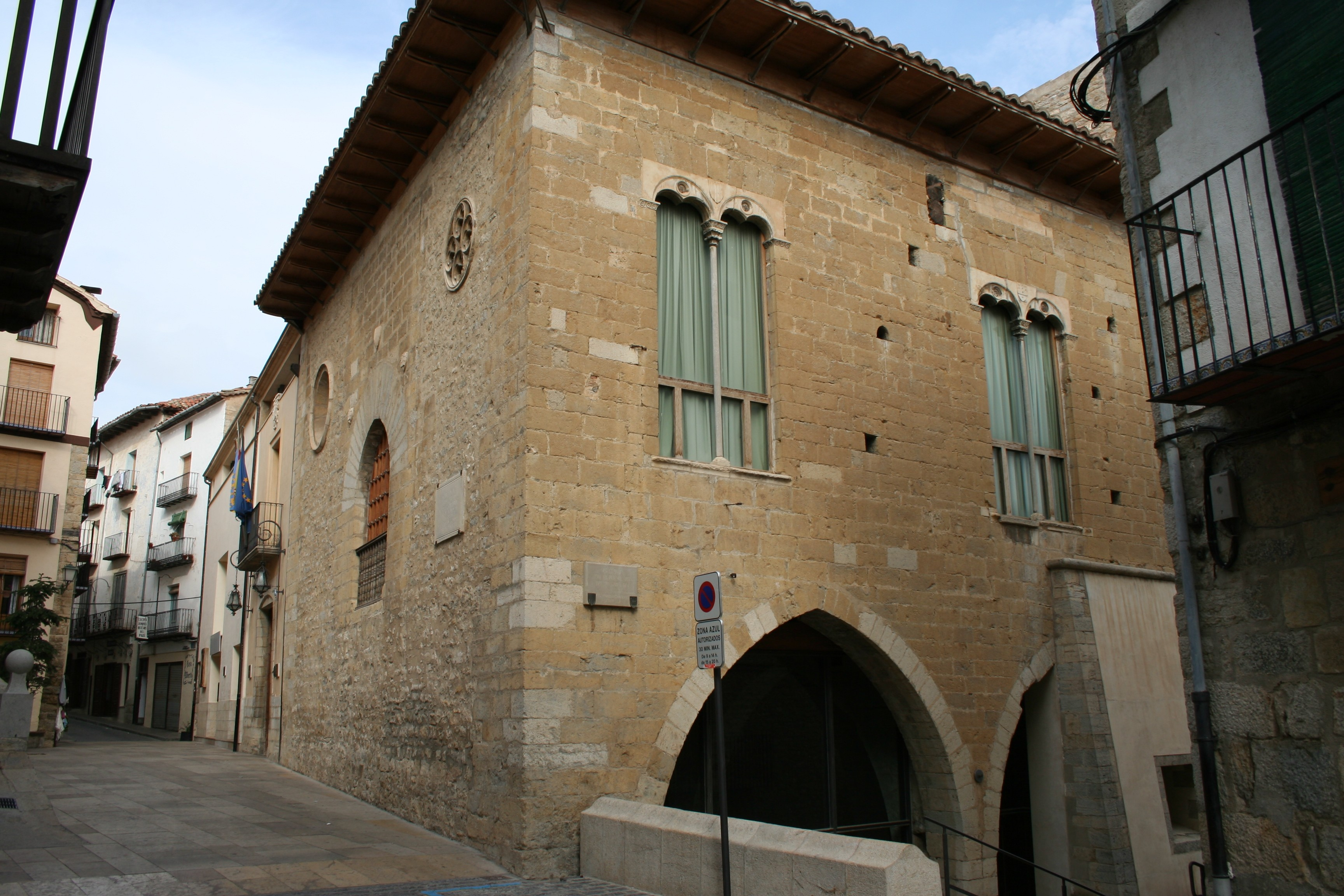
Ajuntament de la ciutat
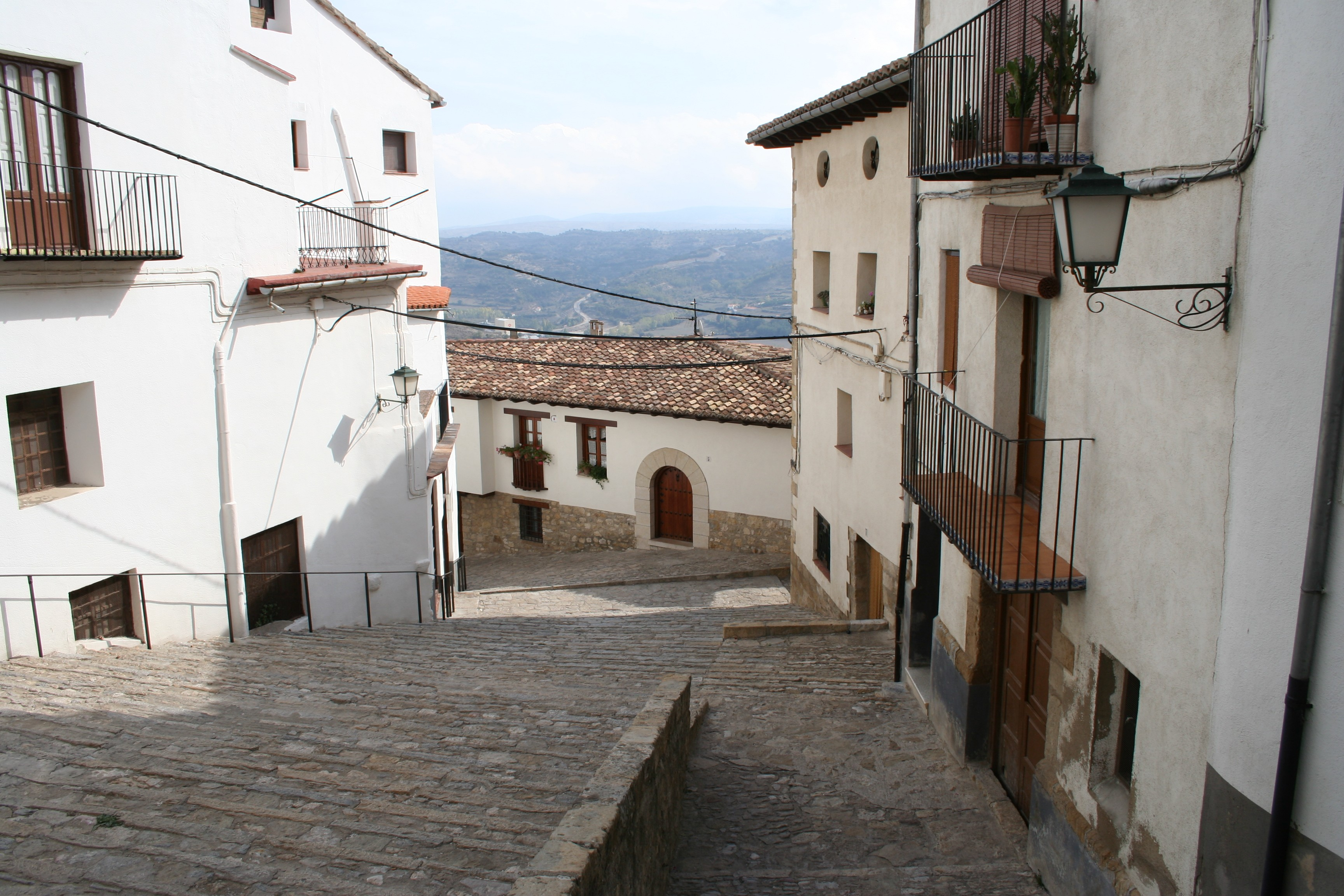
Carrer
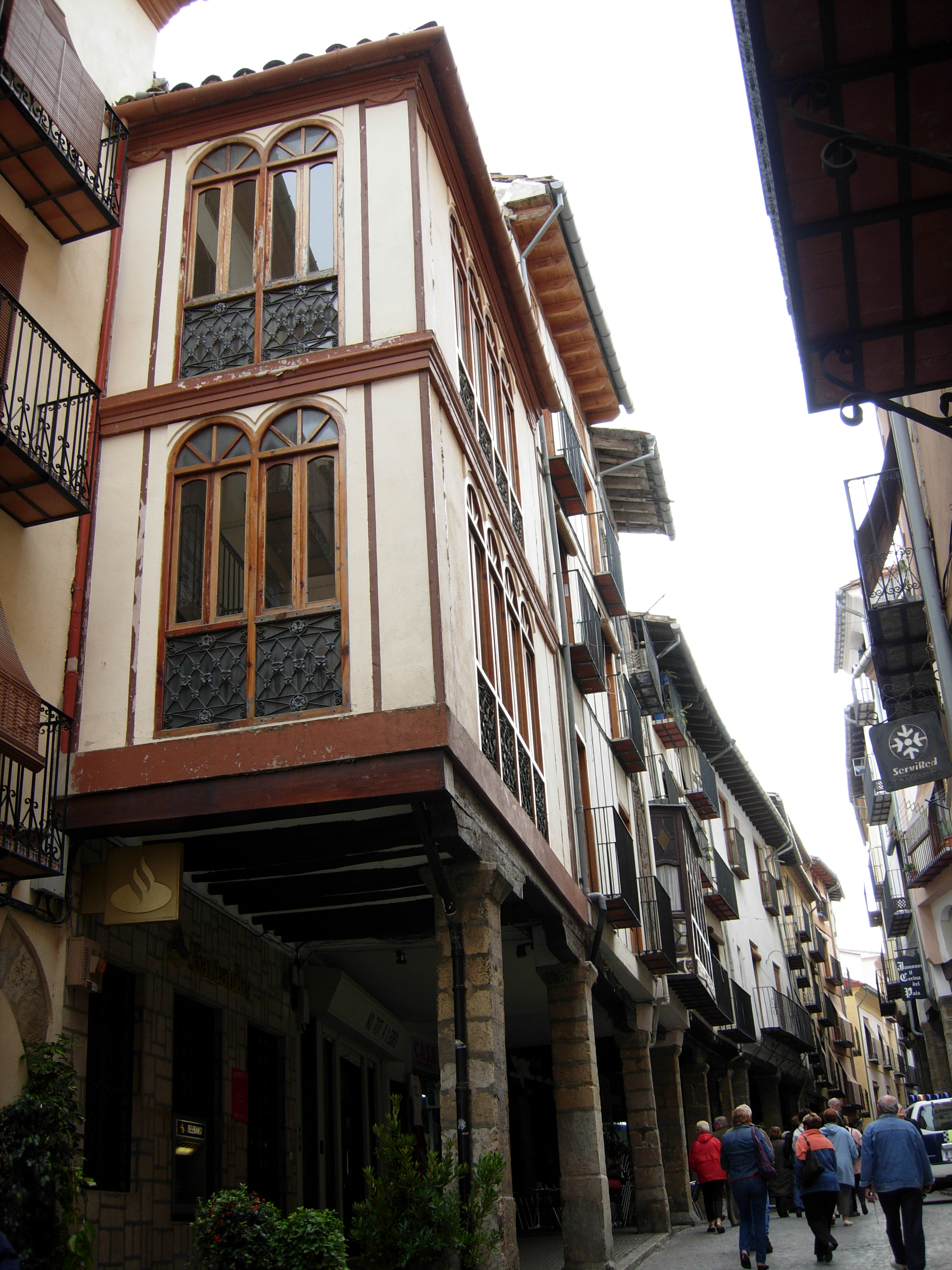
Carrer dels Porxos

## Llocs d'interés
- Barranc del Marfullar. Microreserva de flora.
- Font del Teixet. Microreserva de flora.
- Barranc del Toll de la Sarga. Microreserva de flora.

## Cultura

### Museus
- Temps de Dinosaures. Conté restes fòssils de les espècies de dinosaures de Morella.
- Temps d'Història. Amb tres sales dedicades a la prehistòria, al gòtic i al carlisme.
- Temps d'imatge. Conté fotografies dels segles XIX i XX.
- Museu Arxiprestal. Alberga quadres del segle xvii, orfebreria, documents...

### Música
L'ajuntament organitza diversos cursos de música a escala internacional al mes de setembre. També organitza un festival de música clàssica i barroca.

### Fira de ramat
La fira va ser concedida per Jaume I el 1257 i actualment se celebra el segon cap de setmana de setembre. Es tracta d'una fira ramadera, on es conjuguen les dues tradicions que van donar fama a la vila medieval: el comerç i la ramaderia. La tradició comercial de la ciutat es conjuga amb l'exposició de bestiar selecte, instal·lacions, ferramentes i maquinària agrícola.

## Festes

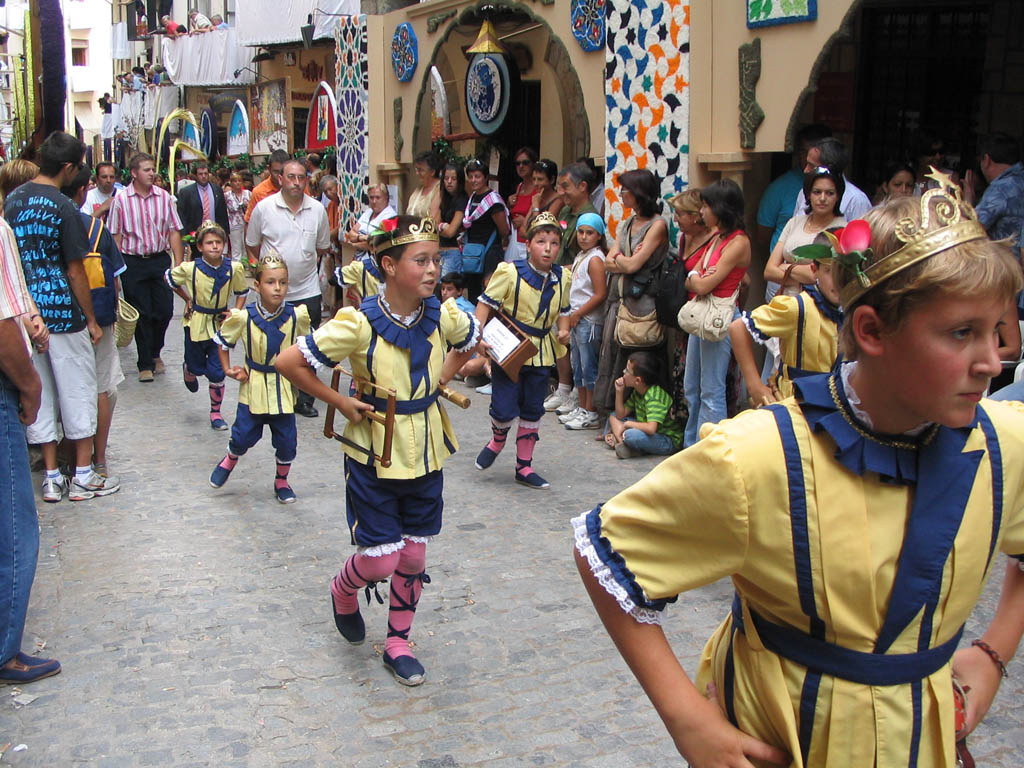
Arts i Oficis en el LII Sexenni (2006)

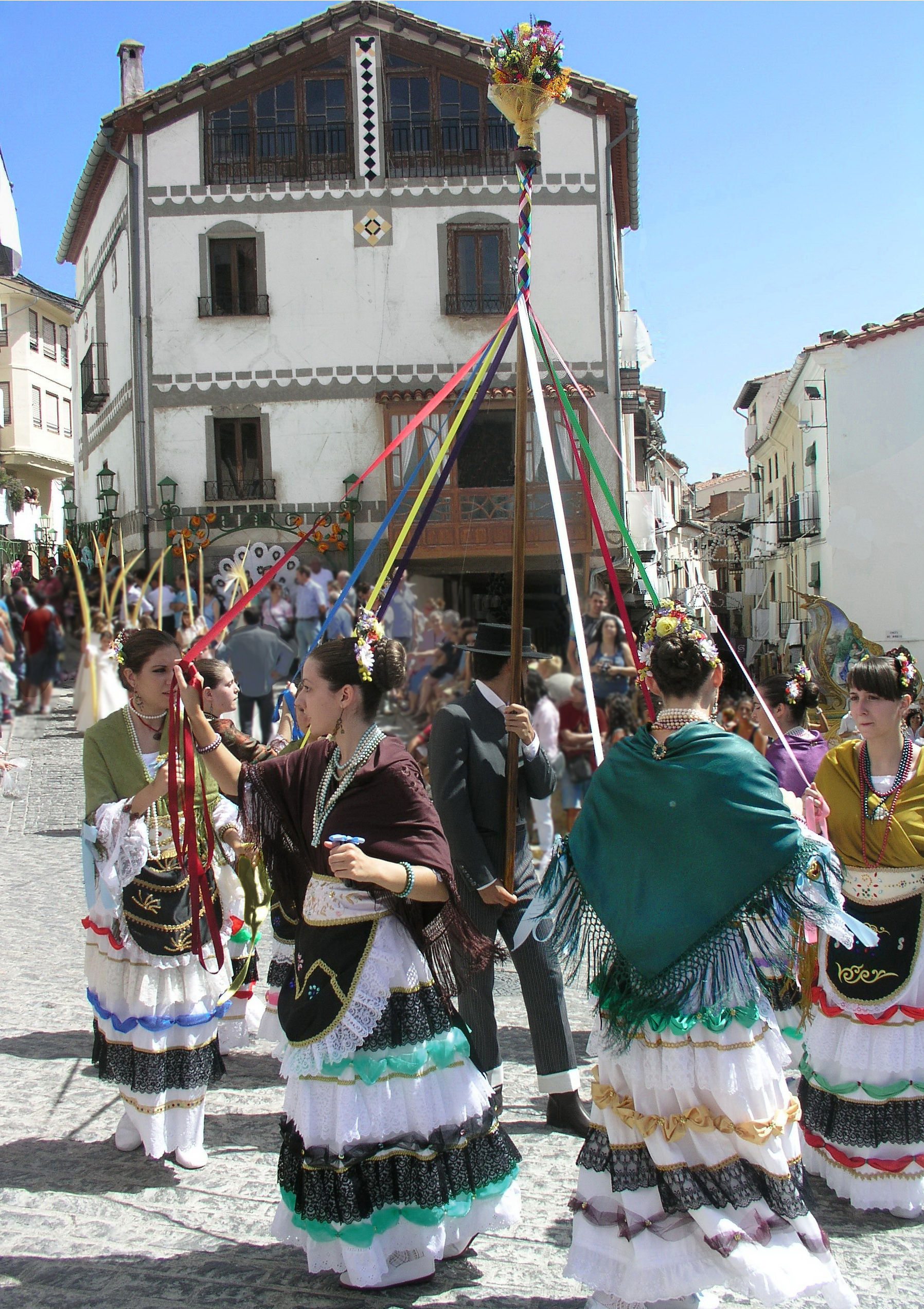
Dansa de les Gitanetes, Sexenni 2012. Morella

La majoria tenen origen en el culte religiós.
- Sant Julià, patró de la ciutat (7 gener).
- Sant Antoni (cap de setmana posterior al 17 de gener).
- Carnestoltes.
- Cicle de rotllos i primes (del 25 abril al 10 de juliol).
- Pregària al santuari de Vallivana (primer cap de setmana de maig).
- Corpus Christi.
- Sant Joan (dissabte més pròxim al 24 de juny).
- Bous de Sant Roc (agost).
- Fira agrícola i ramadera (segon cap de setmana de setembre).
- L'Anunci: se celebra l'any anterior al Sexenni, i precisament anuncia la celebració d'aquest.
- El Sexenni: és la festa per excel·lència de Morella. Se celebra cada sis anys a l'agost, en honor de la marededeu de Vallivana. Durant el Sexenni, cada dia un gremi (torners, teixidors, llauradors, arts i oficis, peregrins, gitanetes) realitzen la seua dansa. La pròxima serà a l'agost de l'any 2024, amb l'Anunci un any abans, l'agost del 2023.

A més, Morella ha acollit l'Aplec dels Ports en quatre ocasions, els anys 1985, 1995, 2005 i 2013.

## Gastronomia
La gastronomia morellana es nodreix dels productes de la zona: corder, porc, embotits i pernils, trufes, etc. Plats típics: vedella tendral, gallina trufada, sopa de flam, sopa morellana, conill amb vaquetes, perdiu en escabetx, rovellons, croquetes morellanes, carn salada i fumada, quallada, flaons.

## Persones il·lustres
- Francesc de Vinatea (Morella, ? - 1333), jurat en cap de València.
- Carles Gassulla d'Ursino (Morella, 1674 - 1745), jurista, polític, dramaturg i poeta.
- Joaquim Oliet i Cruella (Morella, 1775 - 1849), pintor neoclàssic.
- Joan Francesc Cruella (Morella, 1804 - 1886), pintor neoclàssic i muralista.
- Enric Ejarque i Gasulla (Morella, 1900 - Castelló de la Plana, 1936), pedagog i escolapi.
- Sergi Beser i Ortí (1934-2006), catedràtic i crític literari.
- Ximo Puig (Morella, 1959), president de la Generalitat Valenciana des de 2015.